# Ocular

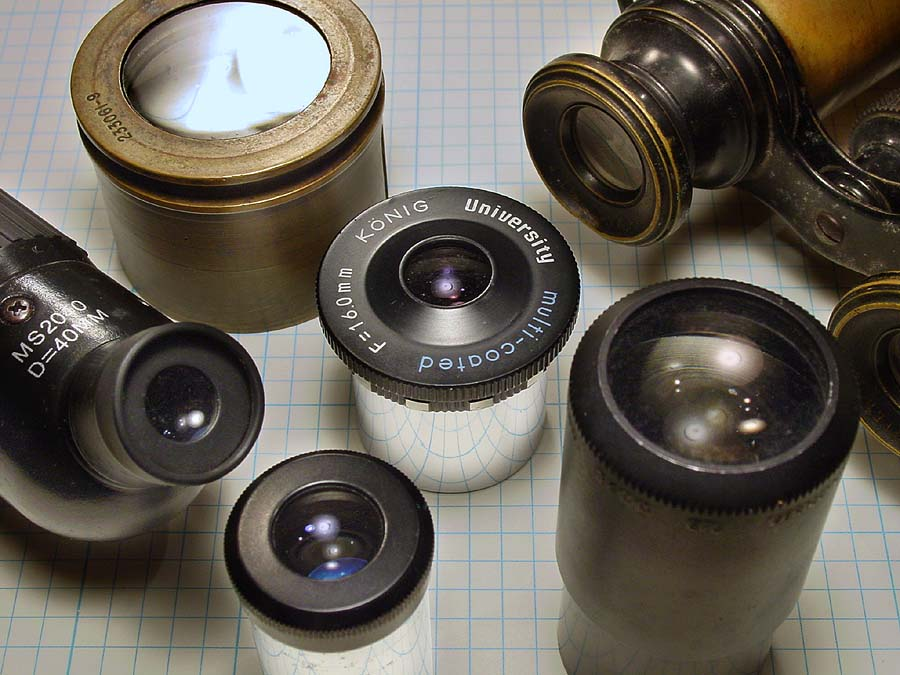
Diferentes tipos de oculares.

El ocular (del latín oculus "ojo") es un tipo de lente o conjunto de lentes, usados en instrumentos ópticos tales como microscopios, telescopios, cámaras fotográficas y teodolitos que se antepone al ojo del observador para ampliar la imagen del  objetivo que este observa.
Existen diferentes tipos de oculares:
- Oculares negativos: Son los que participan en la formación de la imagen primaria, y por tanto no sirven de lupa.[3]
- Oculares positivos: Aumentan la imagen por sí solos. La imagen primaria es formada únicamente por el objetivo, y por tanto sirven de lupa.[4]
- Compensadores: Corrigen alguna aberración.[5]
- De medida: Incorporan rejas graduadas para medir el tamaño de las partículas observadas.[6]

## Diferentes modelos de oculares

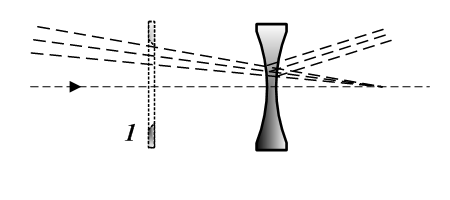
Galileano
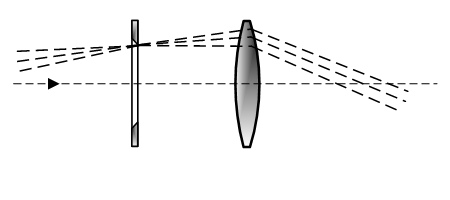
Kepler
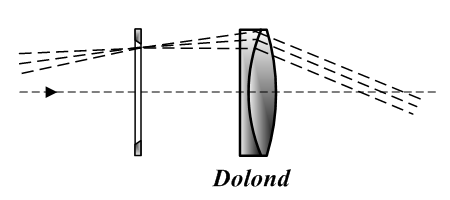
Dolond
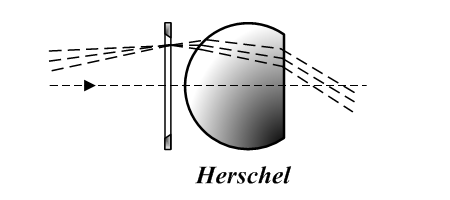
Herschel
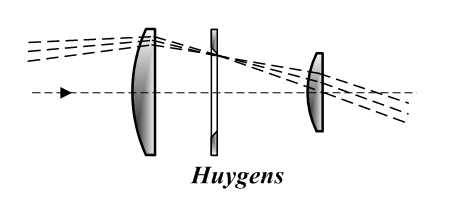
Huygens
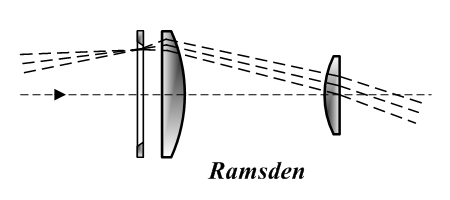
Ramsden
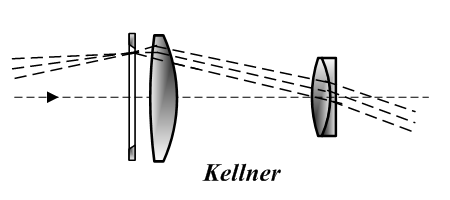
Kellner.
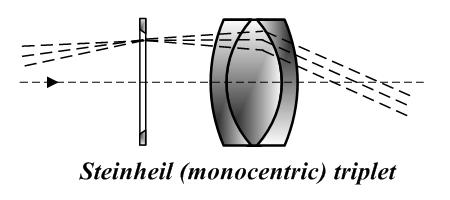
Steinheil
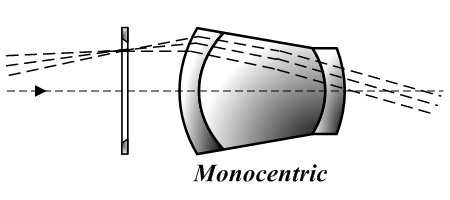
Monocentric
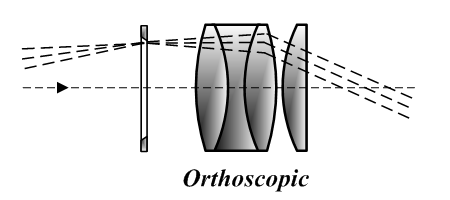
Orthoscopic
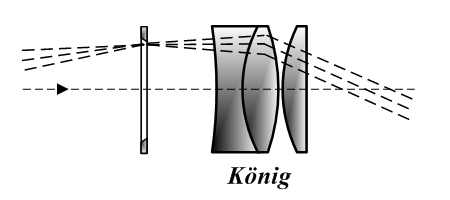
König
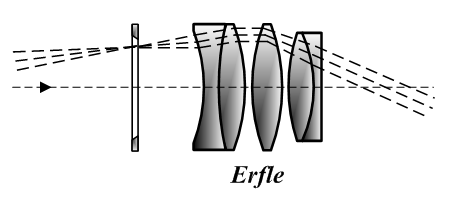
Erfle
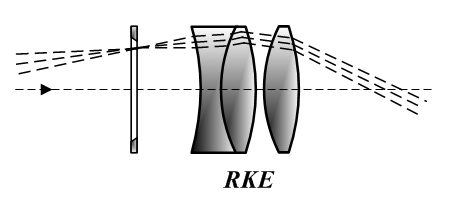
RKE
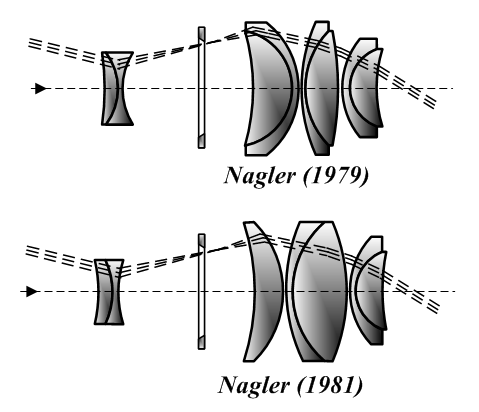
Nagler
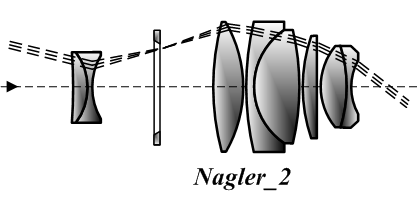
Nagler